# Папский совет по массовым коммуникациям
Папский совет по массовым коммуникациям (лат. Pontificium Pontificium Consilium de Communicationibus Socialibus) — бывшая дикастерия Римской курии. Учреждён папой римским Иоанном Павлом II 28 июня 1988 года, был ответственен за использование различных форм средств массовой информации в распространении Евангелия. Упразднён в марте 2016 года папой Франциском и слит с секретариатом по делам коммуникаций.

## Роль
Согласно статье 169 апостольской конституции Римской курии, Pastor Bonus, провозглашённой папой римским Иоанном Павлом II 28 июня 1988 года: «Папский совет по массовым коммуникациям вовлечён в вопросы относительно средств социальных связей, так, чтобы, также этими средствами, человеческий прогресс и весть спасения могли приносить пользу светской культуре и нравам». Статья 170 также говорила, что: «главная задача этого Совета состоит в том, чтобы поощрять и поддерживать своевременным и подходящим способом действие Церкви и её членов во многих формах социальной связи. Он заботился, о том чтобы видеть что газеты и периодические издания, также как фильмы и радио или телевизионные передачи, все более наполнены человеческим и Христианским духом».

## История
Папский совет по массовым коммуникациям начинал как Папская комиссия по изучению и церковной оценки фильмов на религиозные или моральные темы, учрежденной 30 января 1948 года Государственным секретариатом папы Пия XII. Епископ Мартин Джон О’Коннор был назначен её председателем и её четыре первоначальных члена, включали монсеньора Маурицио Раффу (представляющий Священную Конгрегацию Собора), монсеньора Фердинандо Проспери (представитель службы Catholique International du Cinématographe (Католический международный кинематограф) и временный секретарь новой Комиссии), Джакомо Иберта, и Ильдо Аветта. Комиссия была размещена в одноместном номере в палаццо Сан Карло в Ватикане.
17 сентября 1948 года, Пий XII одобрил уставы этой новой куриальной службы, которая была тогда переименована в Папскую комиссию по образовательным и религиозным фильмам.
В 1995 году, к столетнему юбилею кинематографа, Папский совет по массовым коммуникациям, под руководством архиепископа Джона Патрика Фоли, обнародовал список «величайших фильмов» всех времён, ставший известным как «Ватиканский список фильмов».

## Список председателей Папского совета по массовым коммуникациям
- Мартин Джон О’Коннор (1948—1971);
- Агостино Феррари Тоньёло (и. о. председателя 1969—1971);
- Эдвард Луис Хестон, CSC, (1971—1973);
- Анджей Мария Дескур (1973—1984);
- Джон Патрик Фоли (1984—2007);
- Клаудио Мария Челли (2007—2016).